# Minulost (film)
Minulost (v originále Le Passé) je francouzský dramatický film z roku 2013, který režíroval Asghar Farhadi podle vlastního scénáře. Snímek měl světovou premiéru na filmovém festivalu v Cannes dne 17. května 2013.

## Děj
Ahmad přijíždí z Teheránu do Paříže, aby dokončil rozvod se svou francouzskou manželkou Marií. Sblíží se se svou nejstarší dcerou Lucií, která je v konfliktu s matkou, protože Lucie otěhotněla se Samirem. Ahmadova žena ale po pokusu o sebevraždu upadne do kómatu. Ahmad se ve snaze uklidnit situaci mezi matkou a dcerou zaplete se všemi zúčastněnými a do rodiny vnáší vzpomínky na minulost.

## Obsazení
| Bérénice Bejo         | Marie Brisson    |
| Ali Mossafa           | Ahmad            |
| Tahar Rahim           | Samir            |
| Pauline Burlet        | Lucie            |
| Elyes Aguis           | Fouad            |
| Jeanne Jestin         | Léa              |
| Sabrina Ouazani       | Naïma            |
| Babak Karimi          | Shahryar         |
| Valeria Cavalli       | Valeria          |
| Aleksandra Klebanska  | Céline           |
| Jean-Michel Simonet   | lékař            |
| Pierre Guerder        | soudce           |
| Anne-Marion de Cayeux | advokát          |
| Eleonora Marino       | kolega Marie     |
| Sylviane Fraval       | zdravotní sestra |